# أرباع المرأة الأمريكية
أرباع المرأة الأمريكية هي سلسلة عملات تذكارية من عملة ربع دولار أمريكي عليها نساء بارزات في تاريخ الولايات المتحدة، احتفالًا بمئوية التعديل التاسع عشر لدستور الولايات المتحدة الأمريكية. بدأت دار السك الأمريكية سك العملة في عام 2022 وستسمر حتى عام 2025 بمعدل 5 تصميمات كل سنة إجمالي 20 تصميم. ستوضع على ظهر العملة امرأة لمساهماتها وإنجازتها في مجلات على سبيل المثال لا الحصر، حق الاقتراع والحقوق المدنية وإلغاء عقوبة الإعدام والحكومة والعلوم الإنسانية والعلوم والفضاء والفنون في الولايات المتحدة. على وجه العملة صورة جورج واشنطن. كانت معظم النساء اللاتي ظهرن على العملة من مجموعات الأقليات العرقية.
وافق على إصدار هذه السلسلة في عام 2020 بعد اقتراح باربرا لي وأنتوني غونزاليس. كان الاقتراح الأصلي هو إصدار 56 تصميم لتكريم امرأة واحدة من كل ولاية أمريكية، ولكن بسبب وجود سلاسل عملات مقرر إصدار في عام 2026 بمناسبة الذكرى نصف المئوية للولايات المتحدة، عدلت الاقتراح ليكون 20 تصميم. طبق هذا الاقتراح بدل اقتراح عملة ربع عليها الأماكن التي بها أنواع مهددة بالانقراض. سيتبع هذه السلسلة في 2027-2030 سلسلة تصور الرياضات الشبابية.
انتقد بعض جامعي العملات مواصلة التي يبدو أنها لن ينتهي إصدار خمسة تصميمات سنوية جديدة لعملة ربع دولار.

## التصميم

### الوجه
على الوجه صورة جورج واشنطن للورا جاردين فريزر من عام 1931 اختارت لجنة الفنون الجميلة واللجنة الاستشارية لعملة المواطنين وضع صورة واشنطن بمناسبة الذكرى المئوية الثانية لوفاة واشنطن.

### الظهر
يختار وزير خزانة الولايات المتحدة النساء اللاتي يظهرن في هذه السلسلة بالتشاور مع مبادرة تاريخ المرأة الأمريكية التابعة لمؤسسة سميثسونيان والمتحف الوطني لتاريخ المرأة وCongressional Caucus for Women's Issues. طلبت اقتراحات الجمهور في عام 2021.
النساء في عام 2022
- مايا أنجيلو أول امرأة سوداء تظهر صورتها على العملة الأمريكية.[17]
- سالي رايد
- ويلما مانكيلر
- أديلينا أوتيرو وارين، أول أمريكية من أصل اسباني تظهر صورتها على العملة الأمريكية.[18]
- آنا ماي وونغ، أول أمريكية آسيوية تظهر صورتها على العملة الأمريكية.[19]

النساء في عام 2023
- بيسي كوليمان
- جوفيتا إيدار.[21]
- Edith Kanakaʻole
- إليانور روزفلت
- ماريا تولتشيف، صورتها موجودة أيضا على دولار ساكاجاويا[22]

أعلن عن النساء التي ستوضع صورهن في عام 2024 في 20 يوليو 2023.
أعلن عن النساء التي ستوضع صورهن في عام 2025 في 17 أكتوبر 2023 وهن:
- إيدا ويلز
- جولييت جوردون لوو
- فيرا روبين
- Stacey Milbern
- ألثيا جيبسون

## القائمة
| السنة | السنة | السيدة               | الصورة     | التصميم | الفنان          | الفنان           | تاريخ الإصدار  | دار السك    | دار السك    | دار السك      | دار السك    |
| السنة | السنة | السيدة               | الصورة     | التصميم | النحات          | المصمم           | تاريخ الإصدار  | دنفر        | فيلادلفيا   | سان فرانسيسكو | المجموع     |
| ----- | ----- | -------------------- | ---------- | --- | --------------- | ---------------- | -------------- | ----------- | ----------- | ------------- | ----------- |
| 2022  | 1     | مايا أنجيلو          |            | أنجيلو وطائر وشروق الشمس. | Craig Campbell  | Emily Damstra    | 3 يناير 2022   | 258,200,000 | 237,600,000 | 303,480       | 496,103,480 |
| 2022  | 2     | سالي رايد            |            | رايد ونافذة مكوك وفي الخلفية الكرة الأرضية. | فيبي هيمفيل ‏    | Elana Hagler     | 22 مارس 2022   | 278,000,000 | 275,200,000 | 304,000       | 553,504,000 |
| 2022  | 3     | ويلما مانكيلر        |            | مانكيلر تلبس شالاً ونجمة أمة الشيروكي ذات السبعة رؤوس وكلمة ᏣᎳᎩᎯ ᎠᏰᎵ (أمة الشروكي بالمقاطع الشيروكية).                                                                                 | فيبي هيمفيل ‏    | Benjamin Sowards | 6 يونيو 2022   | 296,800,000 | 310,000,000 | 304,680       | 607,104,680 |
| 2022  | 4     | أديلينا أوتيرو وارين |            | أديلينا أوتيرو وارين وثلاث أزهار يكة وبالإسبانية Voto para la mujer (التصويت للنساء).                                                                                                 | Craig Campbell  | Chris Costello   | 15 أغسطس 2022  | 219,200,000 | 225,000,000 | 305,560       | 444,505,560 |
| 2022  | 5     | آنا ماي وونغ         |            | صورة وونغ واسمها. | John P. McGraw  | Emily Damstra    | 25 أكتوبر 2022 | 240,800,000 | 226,800,000 | 303,080       | 467,903,080 |
| 2023  | 6     | بيسي كوليمان         |            | كولمان تنظر إلى السحب وفي الخلفية طائرة بجناحين. ونقش 15.6.1921 وهو تاريخ حصولها على رخصة الطيران.                                                                                    | إريك ديفيد كستر | Chris Costello   | 3 يناير 2023   | يعلن لاحقا  | يعلن لاحقا  | يعلن لاحقا    | يعلن لاحقا  |
| 2023  | 7     | Edith Kanakaʻole     |            | Edith Kanakaʻole ومناظر طبيعية في هاواي. وعبارة E hō mai ka ʻike الذي يعني منح الحكمة. الفئة المكتوبة على التصميم 25 سنت بدلاً من ربع دولار المستخدم في جميع التصميمات السابقة الأخرى. | Renata Gordon   | Emily Damstra    | 27 مارس 2023   | يعلن لاحقا  | يعلن لاحقا  | يعلن لاحقا    | يعلن لاحقا  |
| 2023  | 8     | إليانور روزفلت       |            | روزفلت بجانبها ميزان العدالة وخلفهما الكرة الأرضية، وتحتها الإعلان العالمي لحقوق الإنسان.                                                                                             | Craig Campbell  | دون إيفرهارت     | 5 يونيو 2023   | يعلن لاحقا  | يعلن لاحقا  | يعلن لاحقا    | يعلن لاحقا  |
| 2023  | 9     | جوفيتا إيدار         |            | إيدار واقف وثوبها عبارة عن كلمات تمثل إنجازاتها والصحف التي كتبت فيها. | John P. McGraw  | John P. McGraw   | 14 أغسطس 2023  | يعلن لاحقا  | يعلن لاحقا  | يعلن لاحقا    | يعلن لاحقا  |
| 2023  | 10    | ماريا تولتشيف        |            | ماريا تولتشيف تلعب باليه، واسمها بالأوساجي 𐓏𐓘𐓸𐓮𐓟-𐓍𐓪͘𐓬𐓘، والكتوب بطرقتي كتابة لغة أوسيدج.                                                                                               | جوزيف مينا ‏     | Benjamin Sowards | 23 أكتوبر 2023 | يعلن لاحقا  | يعلن لاحقا  | يعلن لاحقا    | يعلن لاحقا  |
| 2024  | 11    | باتسي مينك           | يعلن لاحقا | مينك تقف أمام مبنى الكونغرس الأمريكي وتحمل نسخة من الباب التاسع، كلمة تكافؤ الفرص في التعليم.                                                                                         | جون بي ماكجرو   | بيث زايكن        | يعلن لاحقا     | يعلن لاحقا  | يعلن لاحقا  | يعلن لاحقا    | يعلن لاحقا  |
| 2024  | 12    | ماري ووكر            | يعلن لاحقا | الدكتورة ماري وكرر تلبس وسام الشرف. | فيبي هيمفيل     | فيبي هيمفيل      | يعلن لاحقا     | يعلن لاحقا  | يعلن لاحقا  | يعلن لاحقا    | يعلن لاحقا  |
| 2024  | 13    | باولي موري           | يعلن لاحقا | صورة الدكتورة موراي وكلمة أمل واقتباس أغنية في حنجرة مرهقة من قصيدتها العهد المظلم.                                                                                                   | جوزيف مينا      | إميلي دامسترا    | يعلن لاحقا     | يعلن لاحقا  | يعلن لاحقا  | يعلن لاحقا    | يعلن لاحقا  |
| 2024  | 14    | زيتكالا سا           | يعلن لاحقا | زيتكالا سا تلبس زي قبيلة داكوتا التقليدي وتحمل كتابًا. | ريناتا جوردون   | دون إيفرهارت     | يعلن لاحقا     | يعلن لاحقا  | يعلن لاحقا  | يعلن لاحقا    | يعلن لاحقا  |
| 2024  | 15    | سيليا كروز           | يعلن لاحقا | كروز تقول في الميكروفون عباراتها المشهورة “¡AZÚCAR!” ("سكر!) | فيبي هيمفيل     | فيبي هيمفيل      | يعلن لاحقا     | يعلن لاحقا  | يعلن لاحقا  | يعلن لاحقا    | يعلن لاحقا  |
| 2025  | 16    | إيدا ويلز            | يعلن لاحقا | يعلن لاحقا | يعلن لاحقا      | يعلن لاحقا       | يعلن لاحقا     | يعلن لاحقا  | يعلن لاحقا  | يعلن لاحقا    | يعلن لاحقا  |
| 2025  | 17    | جولييت جوردون لوو    | يعلن لاحقا | يعلن لاحقا | يعلن لاحقا      | يعلن لاحقا       | يعلن لاحقا     | يعلن لاحقا  | يعلن لاحقا  | يعلن لاحقا    | يعلن لاحقا  |
| 2025  | 18    | فيرا روبين           | يعلن لاحقا | يعلن لاحقا | يعلن لاحقا      | يعلن لاحقا       | يعلن لاحقا     | يعلن لاحقا  | يعلن لاحقا  | يعلن لاحقا    | يعلن لاحقا  |
| 2025  | 19    | Stacey Park Milbern  | يعلن لاحقا | يعلن لاحقا | يعلن لاحقا      | يعلن لاحقا       | يعلن لاحقا     | يعلن لاحقا  | يعلن لاحقا  | يعلن لاحقا    | يعلن لاحقا  |
| 2025  | 20    | ألثيا جيبسون         | يعلن لاحقا | يعلن لاحقا | يعلن لاحقا      | يعلن لاحقا       | يعلن لاحقا     | يعلن لاحقا  | يعلن لاحقا  | يعلن لاحقا    | يعلن لاحقا  |

## روابط خارجية
- United States Mint
- National Women's History Museum
- Smithsonian American Women's History Museum
- قانون عام. 116–330 (text) (PDF)